# Aegiochus
Aegiochus is een geslacht van pissebedden uit de familie Aegidae. De wetenschappelijke naam van het geslacht werd in 1885 voorgesteld door Carl Bovallius. Bovallius creëerde het geslacht om daar als enige soort de eveneens nieuwe Aegiochus nordenskjoldii in te plaatsen, waarmee die automatisch de typesoort werd. Die naam werd later gesynonymiseerd met Aega ventrosa Sars, 1859.

## Soorten
- Aegiochus antarcticus (Hodgson, 1910)
- Aegiochus arcticus (Lütken, 1859)
- Aegiochus australis (Whitelegge, 1901)
- Aegiochus beri (Bruce, 1983)
- Aegiochus bertrandi Bruce, 2009
- Aegiochus coroo (Bruce, 1983)
- Aegiochus crozetensis (Kussakin & Vasina, 1982)
- Aegiochus cyclops (Haswell, 1882)
- Aegiochus dentatus (Schioedte & Meinert, 1879)
- Aegiochus dollfusi (Monod, 1933)
- Aegiochus francoisae (Wetzer, 1990)
- Aegiochus glacialis (Tattersall, 1920)
- Aegiochus gordoni Bruce, 2009
- Aegiochus gracilipes (Hansen, 1895)
- Aegiochus incisus (Schiödte & Meinert, 1879)
- Aegiochus insomnis Bruce, 2009
- Aegiochus kakai Bruce, 2009
- Aegiochus kanohi Bruce, 2009
- Aegiochus laevis (Studer, 1884)
- Aegiochus leptonica (Bruce, 1988)
- Aegiochus longicornis (Hansen, 1897)
- Aegiochus nohinohi Bruce, 2009
- Aegiochus perulis (Menzies & George, 1972)
- Aegiochus piihuka Bruce, 2009
- Aegiochus plebeius (Hansen, 1897)
- Aegiochus pushkini (Kussakin & Vasina, 1982)
- Aegiochus quadratisinus (Richardson, 1903)
- Aegiochus riwha Bruce, 2009
- Aegiochus sarsae (Brandt & Andres, 2008)
- Aegiochus spongiophilus (Semper, 1867)
- Aegiochus symmetricus (Richardson, 1905)
- Aegiochus synopthalma (Richardson, 1909)
- Aegiochus tara Bruce, 2009
- Aegiochus tenuipes (Schioedte & Meinert, 1879)
- Aegiochus tumidus (Nunomura, 1988)
- Aegiochus uschakovi (Kussakin, 1967)
- Aegiochus ventrosus (Sars, 1859)
- Aegiochus vigilans (Haswell, 1881)
- Aegiochus weberi (Nierstrasz, 1931)